# Kata Blanka Vas
Kata Blanka Vas (* 3. September 2001 in Budapest) ist eine ungarische Radrennfahrerin, die sowohl auf der Straße oder bei Cyclocross-Rennen, als auch auf dem Mountainbike erfolgreich ist. 2023 gewann sie den ersten WM-Titel in Ungarns Radsportgeschichte als U23-Weltmeisterin im Straßenrennen.

## Sportliche Laufbahn
Vas wuchs in der Stadt Kiskunlacháza südlich von Budapest auf und kam durch ihren Vater, der passionierter Mountainbiker war, schon in jungen Jahren zu diesem Sport. Cyclocross praktizierte sie im Winter zunächst zur Verbesserung ihrer Technik und konnte sich damit nur schwer anfreunden. 2018 vertrat sie Ungarn bei den Olympischen Jugendspielen und gewann zusammen mit Virág Buzsáki die Bronzemedaille im Teamwettbewerb. Ende 2018 fiel sie mit einem dritten Platz im belgischen Azencross auf, wo erstmals ein separates Rennen für Juniorinnen organisiert wurde. Sie erhielt dadurch ein Vertragsangebot der Mannschaft Doltcini-Van Eyck. Zwei Wochen darauf gewann sie im Alter von 17 Jahren die ungarischen Elite-Meisterschaften im Cyclocross.
Im Sommer 2019 gewann Vas die Junioren-Landesmeisterschaften im Straßenrennen und Cross-Country XCO. International bekräftigte sie ihr Potenzial mit Top-10-Plätzen bei den Straßen- und Mountainbike-Weltmeisterschaften. In der Saison 2019/2020 fuhr sie erstmals eine volle Cyclocross-Saison in der Elite und konnte sich regelmäßig unter den besten Zehn platzieren. Nachdem sie ihren ungarischen Meistertitel verteidigt hatte, wurde sie hinter Marion Norbert-Riberolle Vizeweltmeisterin der U23 bei den Cyclocross-Weltmeisterschaften 2020.
Im Sommer 2020 war Vas wiederum Landesmeisterin auf der Straße und im Mountainbike, nun erstmals in der Elite. Erneut war sie U23-Vizeweltmeisterin, diesmal bei den Mountainbike-Weltmeisterschaften 2020 hinter Loana Lecomte. In der Cyclocross-Saison 2020/2021 gewann sie zwei Rennen in der belgischen Kerstperiode, den Sylvestercross Bredene und drei Tage später den Cyclocross Gullegem. Bei den Cyclocross-Weltmeisterschaften 2021 am Strand von Ostende lieferte sie sich im U23-Rennen einen langen Kampf mit drei niederländischen Konkurrentinnen und wurde letztlich Dritte.
Zum 1. Juni 2021 wechselte Vas zu SD Worx, einem UCI Women’s WorldTeam, wo Lars Boom zu ihrem Trainer wurde. Zu Beginn des Mountainbike-Weltcups 2021 hatte sie drei Podiumspositionen in der U23, bevor sie Ungarn im olympischen Mountainbikerennen 2021 vertrat. Diesmal musste sie allein gegen ein Schweizer Trio kämpfen und wurde Vierte. Auch mit einem zweiten Platz bei den Straßenradsport-Europameisterschaften 2021 (U23) und einem vierten Platz bei den Straßenradsport-Weltmeisterschaften 2021 (Elite) verpasste sie nur knapp größere Triumphe. Im Oktober gewann sie beim Druivencross erstmals ein Rennen des Cyclocross-Weltcups, vor Puck Pieterse und Weltmeisterin Lucinda Brand. Zu den Cyclocross-Europameisterschaften auf dem VAM-Berg wechselte sie mit 20 Jahren von der U23 zur Elite und holte zum nunmehr fünften Mal eine Silbermedaille bei internationalen Meisterschaften. Sie war in fast jedem Rennen der Cyclocross-Saison unter den besten Zehn, bevor sie bei den Weltmeisterschaften einen enttäuschenden 17. Platz belegte, wie sich nachträglich herausstellte, infolge einer Corona-Infektion.
Ab dem Frühjahr 2022 fuhr Vas verstärkt Straßenrennen für ihr Team und reduzierte ihre Mountainbike-Aktivitäten; unter anderem absolvierte sie den Giro d’Italia Donne. In der Cyclocross-Saison 2022/2023 war sie mit der Bronzemedaille bei den Europameisterschaften die einzige nicht aus den Niederlanden stammende Fahrerin, die ein Podium bei Klassementscrossen und internationalen Meisterschaften erzielte. Außerdem war sie zum fünften Mal in Folge ungarische Cyclocross-Meisterin.
2023 erzielte Vas ihre ersten Profi-Siege auf der Straße mit Etappengewinnen in der Tour de Suisse und dem Giro Donne. Bei den Straßenradsport-Weltmeisterschaften 2023 in Glasgow kam sie viereinhalb Minuten nach der Siegerin Lotte Kopecky mit einer Gruppe ins Ziel, die die besten U23-Fahrerinnen enthielt. Indem sie den Sprint dieser Gruppe gewann, wurde sie U23-Weltmeisterin. Bereits 2021 war sie die beste U23-Fahrerin bei der WM gewesen, allerdings hatte es zu jenem Zeitpunkt noch keine U23-Wertung gegeben. Zu Beginn der Cyclocross-Saison 2023/2024 brach sie sich bei einem Trainingsunfall das Schlüsselbein und fiel für die erste Saisonhälfte aus. Nach einem zweiten Platz im GP Adrie van der Poel, dem Abschlussrennen des Weltcups, galt sie als Medaillenkandidatin für die Weltmeisterschaften, musste aber krankheitsbedingt passen.
In der Vuelta Femenina 2024 verpasste Vas mehrfach knapp einen Etappensieg, konnte aber zwei Tage das Führungstrikot tragen. Im Juni wurde sie zum fünften Mal in Folge ungarische Meisterin im Straßenrennen, bald darauf verlängerte SD Worx ihren Vertrag bis 2027. Bei den Olympischen Spielen 2024 trat sie sowohl im Mountainbikerennen an, wo sie Zehnte wurde, als auch im Straßenrennen. Bei letzterem lag sie in der Endphase des Rennens lange Zeit mit Marianne Vos in Führung, wurde aber in den letzten Kilometern durch Kristen Faulkner und Lotte Kopecky eingeholt. Nachdem Faulkner sich von den anderen abgesetzt hatte, unterlag Vas den beiden anderen im Sprint um die übrigen Medaillen und ging, wie schon 2021 im Mountainbikerennen, ohne Medaille aus. Bei der anschließenden Tour de France Femmes 2024 gewann sie die fünfte Etappe im Bergauf-Sprint von Amnéville.

## Privates
Kata Blanka Vas’ jüngerer Bruder ist Barnabás Vas (* 2006), der als Junior ebenfalls erfolgreich in mehreren Radsportdisziplinen war.

## Ehrungen
Vas wurde mehrfach als ungarische Radsportlerin des Jahres ausgezeichnet, 2023 bereits zum fünften Mal.

## Erfolge
2018
- Olympische Jugendspiele – Mannschaftswertung (mit Virág Buzsáki)

### Cyclocross
2018/19
- Ungarische Meisterin

2019/20
- Ungarische Meisterin
- Weltmeisterschaft (U23)

2020/21
- Ungarische Meisterin
- Weltmeisterschaft (U23)
- Europameisterschaft (U23)
- Weltcup (U23) – Gesamtwertung

2021/22
- Ungarische Meisterin
- Weltcup – Overijse
- Europameisterschaften

2022/23
- Ungarische Meisterin
- Europameisterschaften

2024/25
- Weltcup – Maasmechelen

### Straße
2019
- Ungarische Meisterin (Junioren) – Straßenrennen

2020
- Ungarische Meisterin – Straßenrennen

2021
- Ungarische Meisterin – Straßenrennen, Einzelzeitfahren
- Europameisterschaften (U23) – Straßenrennen

2022
- Ungarische Meisterin – Straßenrennen, Einzelzeitfahren

2023
- eine Etappe Tour de Suisse
- Ungarische Meisterin – Straßenrennen, Einzelzeitfahren
- eine Etappe Giro d’Italia Donne
- Weltmeisterin (U23) – Straßenrennen

2024
- Ungarische Meisterin – Straßenrennen
- eine Etappe Tour de France Femmes

2025
- Ungarische Meisterin – Straßenrennen
- eine Etappe Tour de Romandie Féminin

### Mountainbike
2019
- Ungarische Meisterin (Junioren) – Cross-Country XCO

2020
- Weltmeisterschaften (U23) – Cross-Country XCO
- Ungarische Meisterin – Cross-Country XCO, Marathon XCM

2021
- Ungarische Meisterin – Cross-Country XCO

2023
- Ungarische Meisterin – Cross-Country XCO, Shorttrack XCC